# Claudia Richter

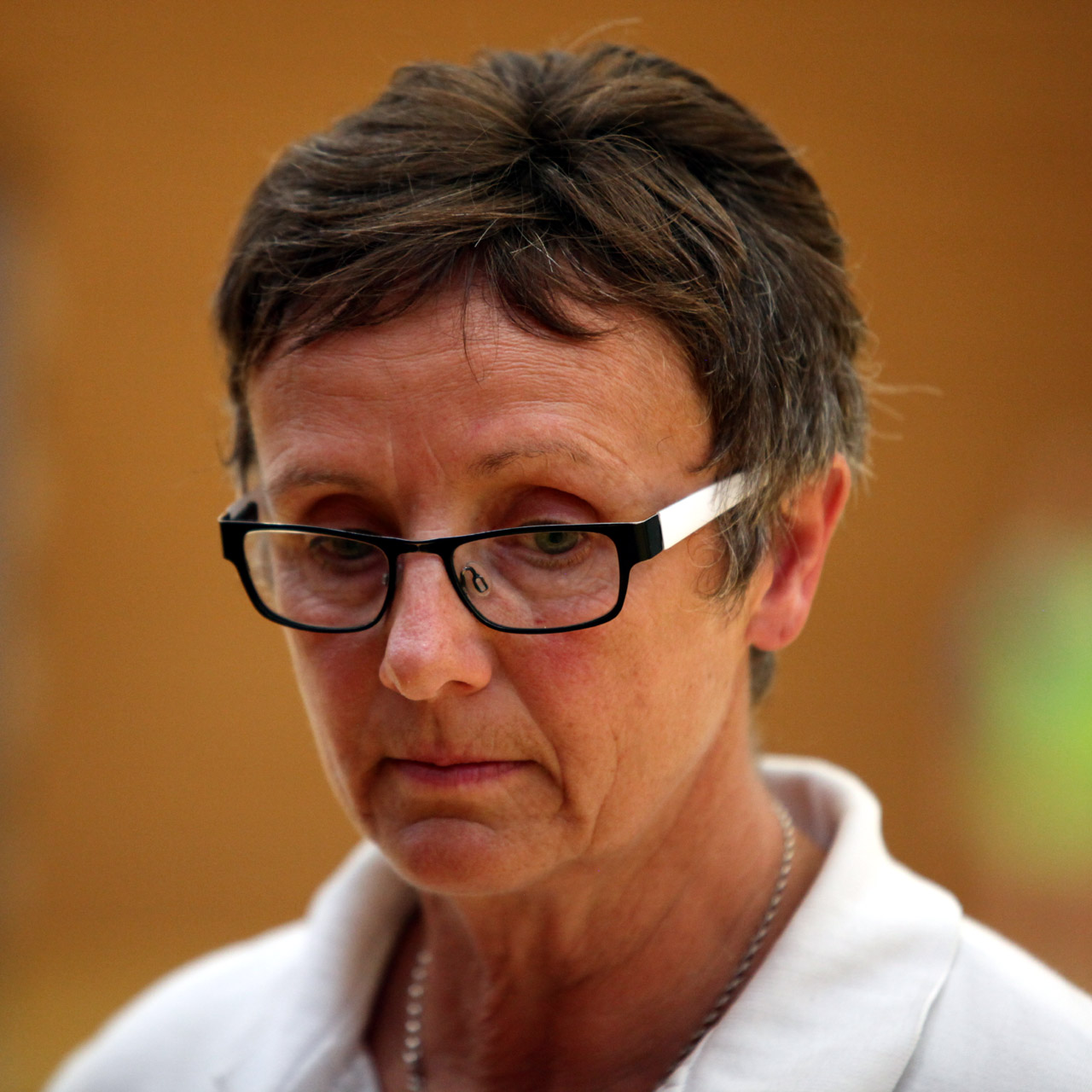
Claudia Richter (Juni 2017)

Claudia Richter, geborene Sturm (* 27. September 1962 in Heppenheim) ist eine ehemalige deutsche Handballspielerin.
Richter spielte beim Bundesligisten TSV Rot-Weiß Auerbach, der heutigen HSG Bensheim/Auerbach. Nach dem Abstieg von Auerbach in die 2. Bundesliga wechselte Richter zum Erstligisten VfL Neckargartach.
Für die deutsche Frauen-Handballnationalmannschaft erzielte sie in 103 Länderspielen 167 Tore. Bei den Olympischen Sommerspielen 1984 in Los Angeles erreichte ihre Mannschaft den vierten Platz. Ihre Spielposition war Rechtsaußen. Heute unterrichtet sie als Studienrätin am Alten Kurfürstlichen Gymnasium in Bensheim, wo sie in ihrer Jugend als Schülerin war. Am Handball-Leistungszentrum Bergstraße ist sie als Trainerin tätig.
Gegen Ende der Saison 2013/14 trainierte sie übergangsweise mit ihrem Mann Helmut Richter die Zweitligamannschaft der HSG Bensheim/Auerbach.